# Пам'ятки історії Нижньогірського району
У Нижньогірському районі Криму нараховується 28 пам'яток історії, всі — місцевого значення.
| № п/п | Обліковий номер | Найменування пам'ятника | адреса / розташування | Рішення про взяття на облік | фото                            |
| ----- | --------------- | --- | --------------------- | --- | ------------------------------- |
| 1     | 1405            | Братська могила радянських воїнів, 1944 р. | Нижньогірський        | Нижньогірська с/р, п. Нижньогірський | Рішення КО від 05.09.1969 № 595 |
| 2     | 1404            | Братська могила радянських воїнів, 1941—1945 рр. | Нижньогірський        | Нижньогірська с/р, п. Нижньогірський селищне кладовище                                                                                                 | Рішення КО від 05.09.1969 № 595 |
| 3     | 1422            | Пам'ятник В. І. Леніну. Дата споруди: 1970 р. (заміна)                                                                                                | Нижньогірський        | Нижньогірська с/р, п. Нижньогірський біля Будинку культури                                                                                             | Рішення КО від 05.09.1969 № 595 |
| 4     | 3228            | Пам'ятний знак на місці масової загибелі радянських громадян (колишній хутір Чокрак), 1941—1945 рр.                                                   | Нижньогірський        | Нижньогірська с/р, п. Нижньогірський, поблизу об'їзної дороги, 10 м від моста через залізницю, 140 м на південь від Нижньогірського консервного заводу | Рішення КО від 20.02.1990 № 48  |
| 5     | 3227            | Пам'ятний знак на місці масової загибелі радянських громадян, 1941—1945 рр.                                                                           | Нижньогірський        | Нижньогірська с/р, п. Нижньогірський, вул. Перемоги, спортивно-технічний комплекс ДТСААФ                                                               | Рішення КО від 20.02.1990 № 48  |
| 6     | 2315            | Братська могила радянських воїнів, січень 1943 р. | Нижньогірський        | Нижньогірська с/р, с. Зелене, на захід від села, за 150 м від моста через ГК-22 і за 120 м від старого моста через Салгир                              | Рішення КО від 15.01.1980 № 16  |
| 7     | 1413            | Пам'ятний знак на честь воїнів-односельців, 1941—1945 рр.                                                                                             | Нижньогірський        | Нижньогірська с/р, с. Зелене, біля контори плодорозсадника                                                                                             | Рішення КО від 05.09.1969 № 595 |
| 8     | 2305            | Пам'ятний знак на честь воїнів-односельців. Дата споруди: 1975 р.                                                                                     | Нижньогірський        | Якимівська с/р, с. Якимівка, біля клубу | Рішення КО від 15.01.1980 № 16  |
| 9     | 1408            | Братська могила радянських воїнів, січень 1942 р. | Нижньогірський        | Дрофінська с/р, с. Яструбки. в сквері біля клубу | Рішення КО від 05.09.1969 № 595 |
| 10    | 3061            | Пам'ятний знак на честь воїнів-односельців, полеглих на фронтах ВВВ, 1941—1945 рр.                                                                    | Нижньогірський        | Омелянівська с/р, с. Омелянівка, біля будівлі сільради                                                                                                 | Рішення КО від 15.04.1986 № 164 |
| 11    | 1406            | Братська могила червоноармійців, липень 1919 р. | Нижньогірський        | Желябовська с/р, с. Желябовка, на шкільному подвір'ї                                                                                                   | Рішення КО від 05.09.1969 № 595 |
| 12    | 3121            | Пам'ятний знак на честь воїнів-односельців, полеглих на фронтах ВВВ. Дата споруди: 1982 р.                                                            | Нижньогірський        | Желябовська с/р, с. Желябовка, біля Будинку культури                                                                                                   | Рішення КО від 15.04.1986 № 164 |
| 13    | 1414            | Пам'ятний знак на честь воїнів-односельців, 1941—1945 рр.                                                                                             | Нижньогірський        | Зоркінська с/р, с. Зоркіна, біля будівлі клубу | Рішення КО від 05.09.1969 № 595 |
| 14    | 1423            | Пам'ятник В. І. Леніну. Дата події: 1870—1924 рр. Дата споруди: 1970 р.                                                                               | Нижньогірський        | Зоркінська с/р, с. Зоркіна, біля будівлі клубу | Рішення КО від 05.09.1969 № 595 |
| 15    | 1407            | Братська могила радянських воїнів. Дата події: 1941 р., перепоховання з с. Тарасівка в 1985 р. Дата споруди: 1985 р. Автор: архітектор І. М. Елізаров | Нижньогірський        | Іванівська с/р, с. Іванівка, біля Будинку культури | Рішення КО від 05.09.1969 № 595 |
| 16    | 2306            | Пам'ятний знак на честь воїнів-односельчан. Дата спорудження: травень 1975 р.                                                                         | Нижньогірський        | Ізобільненська с/р, с. Ізобільне, поруч з Будинком культури                                                                                            | Рішення КО від 15.01.1980 № 16  |
| 17    | 3062            | Пам'ятний знак на честь воїнів-односельців, полеглих на фронтах ВВВ. Дата споруди: 1984 р.                                                            | Нижньогірський        | Лиственська с/р, с. Листяне, біля контори радгоспу «Нижньогірський»                                                                                    | Рішення КО від 15.04.1986 № 164 |
| 18    | 3167            | Пам'ятний знак на честь воїнів-односельців, 1941—1945 рр.                                                                                             | Нижньогірський        | Митрофанівська с/р, с. Митрофанівка, вул. Дружби | Рішення КО від 20.02.1990 № 48  |
| 19    | 1410            | Пам'ятний знак на місці розташування табору радянських військовополонених (колишнє найменування: Братська могила радянських воїнів), 1942 р.          | Нижньогірський        | Михайлівська с/р, с. Михайлівка, у будівлі музичної школи                                                                                              | Рішення КО від 05.09.1969 № 595 |
| 20    | 2307            | Пам'ятний знак на честь воїнів-односельчан. Дата споруди: 1974 р.                                                                                     | Нижньогірський        | Михайлівська с/р, с. Михайлівка, у школи | Рішення КО від 15.01.1980 № 16  |
| 21    | 1411            | Могила І. С. Рогова та Я. Ф. Гавріша, 02.02.1942 р.                                                                                                   | Нижньогірський        | Новогригорівська с/р, с. Корінне, сільське кладовище                                                                                                   | Рішення КО від 05.09.1969 № 595 |
| 22    | 1412            | Братська могила жертв білогвардійського терору, червень 1922 р., перепоховання в 1979 р.                                                              | Нижньогірський        | Новогригорівська с/р, с. Корінне, у клубу | Рішення КО від 05.09.1969 № 595 |
| 23    | 1415            | Пам'ятний знак на честь воїнів-односельців. Дата споруди: 1967 р.                                                                                     | Нижньогірський        | Новогригорівська с/р, с. Новогригорівка, навпаки правління колгоспу ім. Войкова                                                                        | Рішення КО від 05.09.1969 № 595 |
| 24    | 2593            | Могила невідомого солдата. Дата подій: 1941 р. Дата споруди: 1977 р.                                                                                  | Нижньогірський        | Новогригорівська с/р, с. Новогригорівка, сільське кладовище                                                                                            | Рішення КО від 15.01.1980 № 16  |
| 25    | 1416            | Пам'ятний знак на честь воїнів-односельців. | Нижньогірський        | Охотська с/р, с. Охотське, в сквері у клубу | Рішення КО від 05.09.1969 № 595 |
| 26    | 2592            | Пам'ятний знак на честь воїнів-односельців. Дата споруди: 1981 р.                                                                                     | Нижньогірський        | Пшеничненська с/р, с. Пшеничне, в центрі села | Рішення КО від 15.01.1980 № 16  |
| 27    | 1417            | Пам'ятний знак на честь воїнів-односельців, 1941—1945 рр.                                                                                             | Нижньогірський        | Садова с/р, с. Садове, біля будівлі правління | Рішення КО від 05.09.1969 № 595 |
| 28    | 1418            | Пам'ятний знак на честь воїнів-односельців, 1941—1945 рр.                                                                                             | Нижньогірський        | Уваровська с/р, с. Уваровка, біля Будинку культури | Рішення КО від 05.09.1969 № 595 |
| 29    | 3063            | Могила радянського воїна Н. І. Волікова. Дата споруди: 1981 р.                                                                                        | Нижньогірський        | Чкаловська с/р, с. Лугове, сільське кладовище | Рішення КО від 15.04.1986 № 164 |
|       |                 | |                       | |                                 |